# Джанбазоглу, Хакан
Хакан Джанбазоглу (тур. Hakan Canbazoğlu; 28 ноября 1987 года, Стамбул) — турецкий футболист, вратарь клуба «ББ Эрзурумспор».

## Клубная карьера
Хакан Джанбазоглу, родившийся в стамбульском районе Эминёню, начал заниматься футболом в 1999 году в клубе «Байрампаша Тунаспор». В 2001 году он стал тренироваться в молодёжной команде «Галатасарая». В 2005 году Хакан подписал с «Галатасараем» профессиональный контракт, но продолжал играть за молодёжную и резервную команды клуба. В сезоне 2006/2007 он перешёл в другой клуб Суперлиги «Сивасспор», но и там в течение года выступал лишь за резервную команду.
С 2007 года Хакан выступал за различные клубы Третьей лиги (четвёртый уровень в системе футбольных лиг Турции): «Орхангазиспор», «Гёльджюкспор» и «Назилли Беледиеспор». С последним Хакану удалось в сезоне 2011/2012 уверенно выиграть свою группу в Третьей лиге и получить место во Второй лиге на следующий год. По окончании того турнира Хакан присоединился к клубу «Истанбул Башакшехир», выступавшему в сезоне 2012/2013 в Суперлиге. Однако ему не довелось сыграть ни одного матча, и по окончании чемпионата он вернулся в «Назилли Беледиеспор». В начале 2014 года Хакан перешёл в другой клуб Второй лиги «Газиосманпашаспор», а летом того же года стал игроком столичного «Османлыспора», вышедшего по итогам Первой лиги 2014/2015 в Суперлигу.
В турецкой Суперлиге Хакан Джанбазоглу дебютировал 22 ноября 2015 года в домашнем матче против «Ризеспора», когда на 68-й минуте он заменил Артура Мораэса. В следующем туре, в гостевом поединке против «Антальяспора», Хакан появился в стартовом составе «Османлыспора» и отыграл весь матч, пропустив 1 гол.